# Anheung Jonghapsiheomjang
Anheung Jonghapsiheomjang (etwa ‚Anheung-Testanlage‘) ist ein Startplatz für Höhenforschungsraketen in der Provinz Chungcheongnam-do in Südkorea. Die Anlage ist seit spätestens 1978 in Betrieb. Sie dient als Testanlage der südkoreanischen Verteidigungsagentur Agency for Defense Development (ADD) und der KSLV-Raketen der Raumfahrtagentur KARI.